# Sisyropa boveyi
Sisyropa boveyi là một loài ruồi trong họ Tachinidae.